# Подлесный (сельское поселение Венцы-Заря)
Подле́сный — хутор в Гулькевичском районе Краснодарского края России. Входит в состав сельского поселения Венцы-Заря.

## История
В 1937 году постановлением президиума ВЦИК хутор Каменев переименован в Подлесный.

## Население
| 2002 | 2010 |
| ---- | ---- |
| 32   | ↗34  |

## Улицы
- ул. Восточная,
- ул. Западная,
- ул. Садовая[6].